# 矢柄平

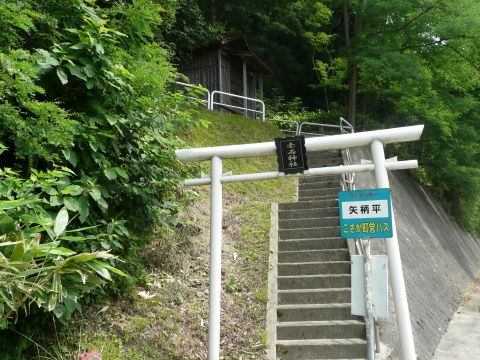
集落付近にある赤石神社の参道

矢柄平（やからたい）は、秋田県小坂町にある山、および集落の名称である。

## 概要
山の標高は290m。小坂川（米代川支流）中流域の左岸にあり、いわゆる矢柄のように峰の続く山である。
この山ののる丘陵の南方向約1kmの所に、小坂環状列石墳墓（杉沢遺跡、縄文時代後期）がある。
集落は麓の国道282号沿線にあり、赤石神社があるほか、同集落から登山道が設置されている。

## 近くの山
- 烏帽子山
- 高地山